# Maria Baiulescu
Maria Baiulescu Bartolomeu (Brașov, 1860 – 24 de junio de 1941) fue una escritora austro-húngara nacida en Rumania, sufragista, y activista por los derechos de la mujer.

## Biografía
Era aborigen de Brașov, hija del arcipreste ortodoxo Bartolomeu (1831-1909) y de Elena Baiulescu; fue cofundadora de la Unión General de Mujeres rumanas (enlace roto disponible en Internet Archive; véase el historial, la primera versión y la última). (UFR), y sirvió en su presidencia.    
Tradujo obras francesas e inglesas y originales publicados en las principales revistas como "Vatra", "Familia", "Gazeta Transilvania".

## Honores

### Eponimia
- "Escuela Técnica Maria Baiulescu", de Brașov[2]